# Giuseppa Eleonora Barbapiccola
Giuseppa Eleonora Barbapiccola, née en 1702 et morte vers 1740 à Naples, est une philosophe, poète et traductrice, active à Naples ; elle est connue pour sa traduction en italien des Principes de la philosophie de René Descartes en 1722, traduction qui a contribué à introduire le cartésianisme en Italie.

## Eléments biographiques
La famille de Giuseppa Eleonora Barbapiccola est originaire de Salerne, mais son lieu exact de naissance n'est pas connu : Salerne ou Naples. Son oncle, Tommaso Maria Alfani, est un prédicateur dominicain célèbre à Naples, correspondant du philosophe Giambattista Vico. On ne sait rien des parents de Barbapiccola ; il est possible que son oncle ait influencé son éducation. Elle s'est également formée par la fréquentation des salons intellectuels napolitains, en particulier dans la maison de Giambattista Vico : sa correspondance avec la fille de Vico, Luisa, et avec Vico lui-même, montre qu'elle était un membre actif des milieux intellectuels de Naples,.
Elle publie en 1722 à Turin I Principi della filosofia di Renato Des-Cartes, traduction en italien des Principes de la philosophie de René Descartes, avec une importante préface.
Elle a été membre de l'Accademia dell'Arcadia sous le nom de Mirista Acmena. Elle a composé un sonnet en l'honneur de son amie Luisa Vico (1731), publié dans le recueil Componimenti in lode del padre Michelangelo da Reggio paru à Florence en 1729,
Gherardo De Angelis lui dédie un sonnet dans son recueil poétique Rime scelte en 1731, où il la compare à Aspasie, elle « qui a ajouté une autre splendeur au grand René [Descartes] ».

## Préface auxPrincipes de la philosophie
Dans la longue préface à sa traduction en italien des Principes de la philosophie de Descartes, intitulée « La traduttrice a' lettori », Barbapiccola défend la capacité intellectuelle des femmes, leur droit à une éducation efficace, et leur revendication d'une participation aux joutes intellectuelles dominées par les hommes. Elle commence par défendre sa traduction contre les arguments traditionnels de l'infériorité intellectuelle des femmes, avancés par Homère, Hérodote ou Claude Fleury. Elle donne ensuite un aperçu des réalisations féminines tout au long de l'histoire, citant entre autres Daphné, Diotima, la reine Christine de Suède et Anne Dacier.
Son but est également de diffuser la philosophie cartésienne, qui reconnaît l'autorité intellectuelle pour les femmes. Elle rappelle que les Principes de la philosophie sont dédiés par Descartes à Élisabeth de Bohême (1618-1680), avec laquelle Descartes a entretenu une longue correspondance philosophique.
Barbapiccola vise les femmes en tant que bénéficiaires de sa traduction, afin de compenser leurs carences éducatives, réduites comme elles le sont par l'éducation traditionnelle dans « le catéchisme, la couture, divers petits travaux, le chant, la danse, la mode vestimentaire, un comportement courtois et un discours poli ». Au lieu de cela, elle cherche à leur transmettre la méthode d'enquête intellectuelle claire et cohérente de la philosophie cartésienne.

## Publications
- (it) I Principi della filosofia di Renato Des-Cartes. Tradotti dal francese col confronto del latino in cui l'autore gli scrisse da Giuseppa Eleonora Barbapiccola tra gli Arcadi Mirista, Turin, Giovanni Francesco Mairesse, 1722, 350 p. (lire en ligne).